# Фричковце
Фричковце (словац. Fričkovce) — село и одноимённая община в округе Бардеёв Прешовского края Словакии. В письменных источниках начинает упоминаться с 1427 года.

## География
Село расположено в центральной части края, на восточном склоне Черговских гор, при автодороге 3491. Абсолютная высота — 452 метра над уровнем моря. Площадь муниципалитета составляет 9,35 км².

## Население
| Год:                | 1994 | 2004    | 2014    | 2024    |
| ------------------- | ---- | ------- | ------- | ------- |
| Количество человек: | 675  | 690     | 716     | 729     |
| Разница:            |      | +2,22 % | +3,76 % | +1,81 % |

По данным последней официальной переписи 2011 года, численность населения Фричковце составляла 694 человека.